# بوركيراس
بلدية بوركيراس (بالإسبانية: Porqueras) هي بلدية تقع في مقاطعة جرندة التابعة لمنطقة كتالونيا شمال شرق إسبانيا.

## الديموغرافيا
بلغ عدد سكان بلدية بوركيراس 4.431 نسمة عام 2011 (وفقاً للمعهد الوطني الإسباني للإحصاء).
| 3.279 | 3.383 | 3.622 | 3.768 | 3.919 | 4.332 | 4.431 |